# Парусная эпоха

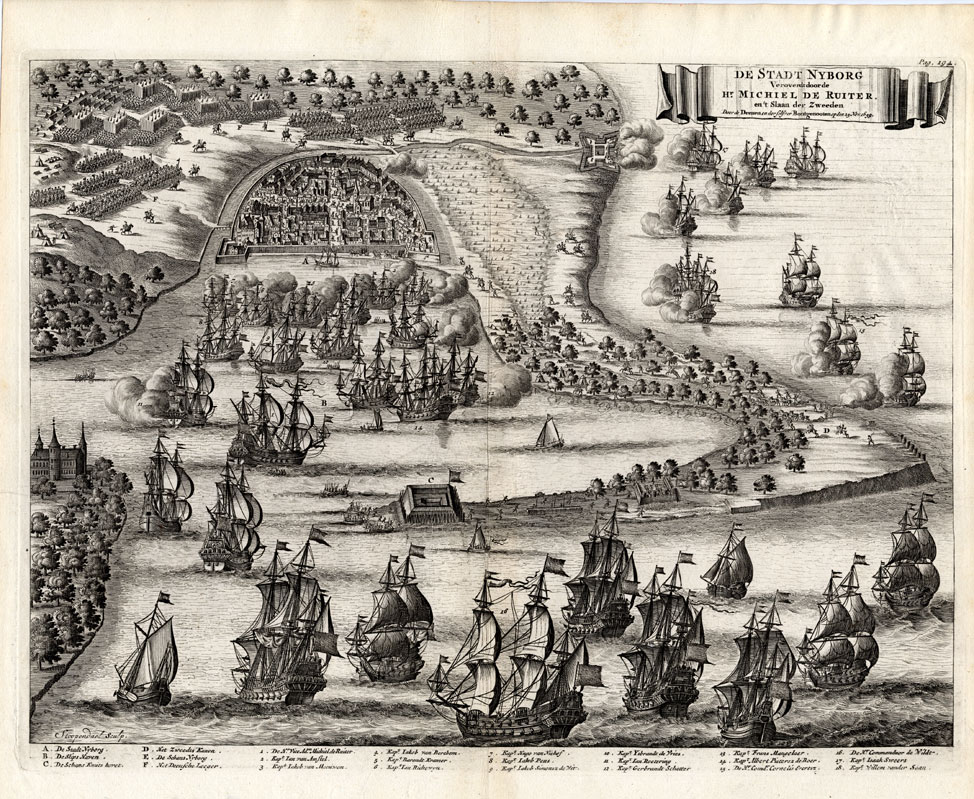

Парусная эпоха (эпоха парусного флота) — эпоха, пришедшая на смену «гребной эпохе» и предшествующая «паровой эпохе». Если в прежние времена основным движителем корабля было весло, а в последующие — паровая машина, то в парусную эпоху движение корабля целиком зависело от паруса. Обычно за начало века паруса принимается время великих географических открытий, а концом — создание практически пригодного для океанских плаваний парохода.
Первым крупным сражением парусного флота считается битва при Лепанто 1571 года, а последним — синопское сражение 1853 года.
Значение перехода мореплавания к парусу в том, что появилась возможность совершать длительные, многомесячные плавания в отрыве от берега, не заботясь об отдыхе и провизии для многочисленной команды гребцов, то есть флот стал по-настоящему океанским. Были примеры, когда корабли годами находились в плавании, поддерживая себя только припасами на борту и тем, что добывали на месте.
Большим технологическим скачком стало появление в середине XV века каравеллы, небольшого корабля, способного совершать плавания под парусом дальше, чем другие европейские корабли того времени.
Как правило, считается, что век паруса длился с конца XV века (около 1480—1500 года) по 1827 год. При этом стоит напомнить, что последнее крупное сражение гребных флотов состоялось в 1790 году, а первое трансатлантическое плавание парохода (1819 год) только малой частью прошло под пара́ми.